# Playa Vicente
Playa Vicente là một đô thị thuộc bang Veracruz, México. Năm 2005, dân số của đô thị này là 38125 người.